# ام‌پی ۳۴
ام‌پ ۳۴ (به آلمانی: Maschinenpistole 34) مسلسل دستی بود که در شرکت اتریشی وافن فابریک اشتایر طراحی و تولید می‌شد. این سلاح ۹ میلی‌متری در پلیس اتریش و پس از اتحاد اتریش و آلمان در سال ۱۹۳۸ در برخی واحدهای ارتش آلمان از جمله نیروهای اس‌اس در جنگ جهانی دوم مورد استفاده قرار گرفت و به پرتغال، جمهوری چین و تعدادی از کشورهای آمریکای لاتین هم صادر شد.
طرح کلی این سلاح برگرفته از ام‌پ ۱۸ مسلسل دستی ساخت شرکت آلمانی رینمنتال بود که در اواخر جنگ جهانی اول مورد استفاده قرار گرفته بود. این مسلسل بین سال‌های ۱۹۲۹ تا ۱۹۴۰ تولید می‌شد و برخی نیروها تا دهه ۱۹۷۰ از آن استفاده می‌کردند.
ام‌پ ۳۴ با بهترین مواد اولیه ساخته می‌شد و از عالی‌ترین استانداردهای ممکن برخوردار بود و به همین جهت به «رولزرویس مسلسل‌های دستی» معروف شده بود. البته این کیفیت بالا به قیمتِ هزینهٔ تولیدِ بسیار گران به دست آمده بود. هزینه بالای تولید این سلاح باعث شد تا از سال ۱۹۴۰ تولید آن متوقف شده و به جای آن مسلسل دستی بسیار ساده‌تر و ارزان‌تر ام‌پ ۴۰ به عنوان مسلسل دستی سازمانی ارتش آلمان نازی تولید شود. مشابه همین اتفاق برای تپانچه باکیفیت پارابلوم ۱۹۰۸ هم افتاد و تولید این پیستول محبوب نیز پیش از آغاز جنگ جهانی دوم متوقف شده و به جای آن تپانچه ساده‌تر و ارزان‌تر والتر پ۳۸ در خط تولید قرار گرفت.
انواع مختلفی از این سلاح با کالیبرهای مختلفی ساخته شدند که فشنگ‌های متفاوتی را شلیک می‌کردند. مدل اشتایر ام‌پ۳۰ که در سال ۱۹۳۰ به خدمت پلیس اتریش درآمد از فشنگ استاندارد تپانچه و مسلسل دستی اتریشی‌ها یعنی فشنگ ۹x۲۳ اشتایر استفاده می‌کرد. تعداد محدودی که به جمهوری چین صادر شد با کالیبر موزر ۷٫۶۳x۲۵ ساخته شده بود. برای بازار آمریکای جنوبی هم مدلی از ام‌پ ۳۴ با کالیبر پرقدرت ۴۵. ای‌پی‌سی (کالیبر استاندارد ۱۱٫۴۳ م‌م ایالات متحده) ساخته شد که تعدادی از آن‌ها توسط پرتغال هم خریداری شد. ارتش اتریش هم مدلی از این سلاح با کالیبر ۹x۲۵ موزر را انتخاب کرد. پس از اتحاد اتریش و آلمان در سال ۱۹۳۸ هم برخی از این مسلسل‌ها برای پذیرش فشنگ استاندارد آلمانی‌ها (که فشنگ استاندارد کنونی ناتو نیز هست) یعنی ۹x۱۹ پارابلوم خان‌گذاری مجدد شدند.